# DMRT1
Doublesex and mab-3 related transcription factor 1, també conegut com a DMRT1, és una proteïna que en humans és codificada pel gen DMRT1.

## Funció
DMRT1 és una proteïna del factor de transcripció sensible a la dosi que regula les cèl·lules de Sertoli i les cèl·lules germinals. El gen DMRT1 està situat al final del cromosoma 9. Aquest gen es troba en un clúster amb altres dos membres de la família de gens, tenint en comú un motiu de fixació en ADN similar al dit de zinc (DM domain). El DM domain és un antic i conservat component de la via de determinació del sexe vertebrat que també és un regulador clau del desenvolupament masculí en mosques i nematodes, i es troba com el factor clau per determinar el sexe en els pollastres. La majoria de la proteïna DMRT1 es troba al cordó testicular i a les cèl·lules de Sertoli, amb una petita quantitat a les cèl·lules germinals.
Aquest gen presenta un patró d'expressió dimòrfic i específic de les gònades, de la mateixa manera que el gen doublesex relacionat en les mosques de la fruita. El desenvolupament testicular defectuós i la feminització XY es produeixen quan aquest gen és hemizigòtic. Es necessiten dues còpies del gen DMRT1 per al desenvolupament sexual normal. Quan es perd un gen DMRT1, la malaltia més freqüent és la monosomia 9p, que provoca una formació i una feminització anormals dels testicles. El gen DMRT1 és crític per a la determinació del sexe masculí, sense aquest gen la distinció femenina és adquirida i la distinció masculina és imperceptible o inexistent.
Quan es va eliminar l'DMRT1 en ratolins, els ratolins van mostrar canvis tant en les cèl·lules de Sertoli com en les cèl·lules germinals poc després de la formació de la cresta gonadal. Els principals defectes associats a l'eliminació del DMRT1 van ser l'aturada en el desenvolupament, l'excés de proliferació de cèl·lules germinals i el fracàs de la meiosi, mitosi o migració. S'ha trobat que l'absorció induïda de DMRT1 en ratolins masculins adults provoca transdiferenciació de cèl·lules somàtiques en els testicles als tipus de cèl·lules equivalents que normalment es podrien trobar a l'ovari. Per la seva banda, l'expressió condicional de DMRT1 en la gònada de ratolins femenins va causar l'aparent transdiferenciació de cèl·lules somàtiques (cèl·lula de la granulosa) d'ovari al tipus de cèl·lula equivalent (cèl·lules de Sertoli) que es troba habitualment en homes.